# Rickie Fowler
Rick Yutaka Fowler (nascido em 13 de dezembro de 1988) é um golfista profissional norte-americano que joga na PGA Tour. Entre 2007 e 2008, foi o golfista amador número um do mundo, permanecendo por 37 semanas.

## Rio 2016
Irá representar os Estados Unidos no individual masculino do golfe nos Jogos Olímpicos de Verão de 2016, no Rio de Janeiro, Brasil.